# 光孝寺 (莆田)
莆田光孝寺，也称梅峰光孝寺、祟宁禅寺、天宁万寿寺、报恩光孝寺，位于福建莆田城厢区胜利路。汉族地区佛教全国重点寺院之一。

## 介绍
该寺始建于隋唐，当时仅有观音亭。宋神宗元丰八年（1085年），扩建为佛教庙宇。崇宁二年（1103年），宋徽宗御赐匾“梅林佛国”、“崇宁禅寺”。政和元年（1111年），改为“天宁万寿寺”，惠照法师修缮佛寺。绍兴二年（1132年），惠泽法师铸造钢钟，历经23年方成。“梅寺晨钟”也被视为莆田一景。绍兴七年（1137年），宋高宗赐“报恩光孝寺”，沿习至今。明朝永乐六年（1408年）重修，嘉靖毁于倭寇。万历六年（1578年）月珍法师重修。清朝时几经修葺。
该寺建筑为汉传佛教风格布局，中轴线上依次为山门、天王殿、瞻拜亭、大雄宝殿、藏经楼、大悲殿。大悲殿建于梅峰峰顶，中供坐式观音像。整体建筑古朴大方，巍峨壮观。

## 图片

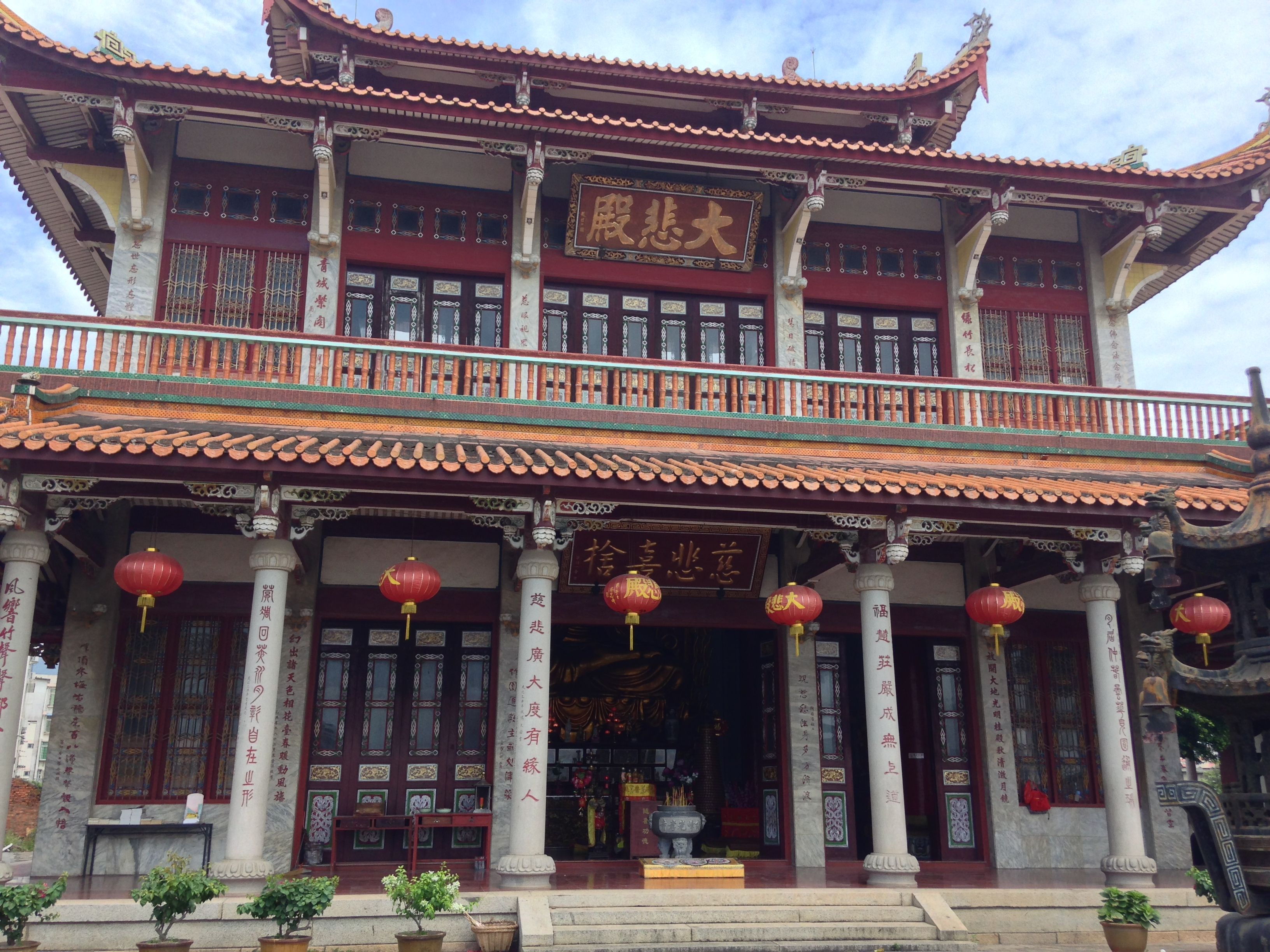
大悲殿
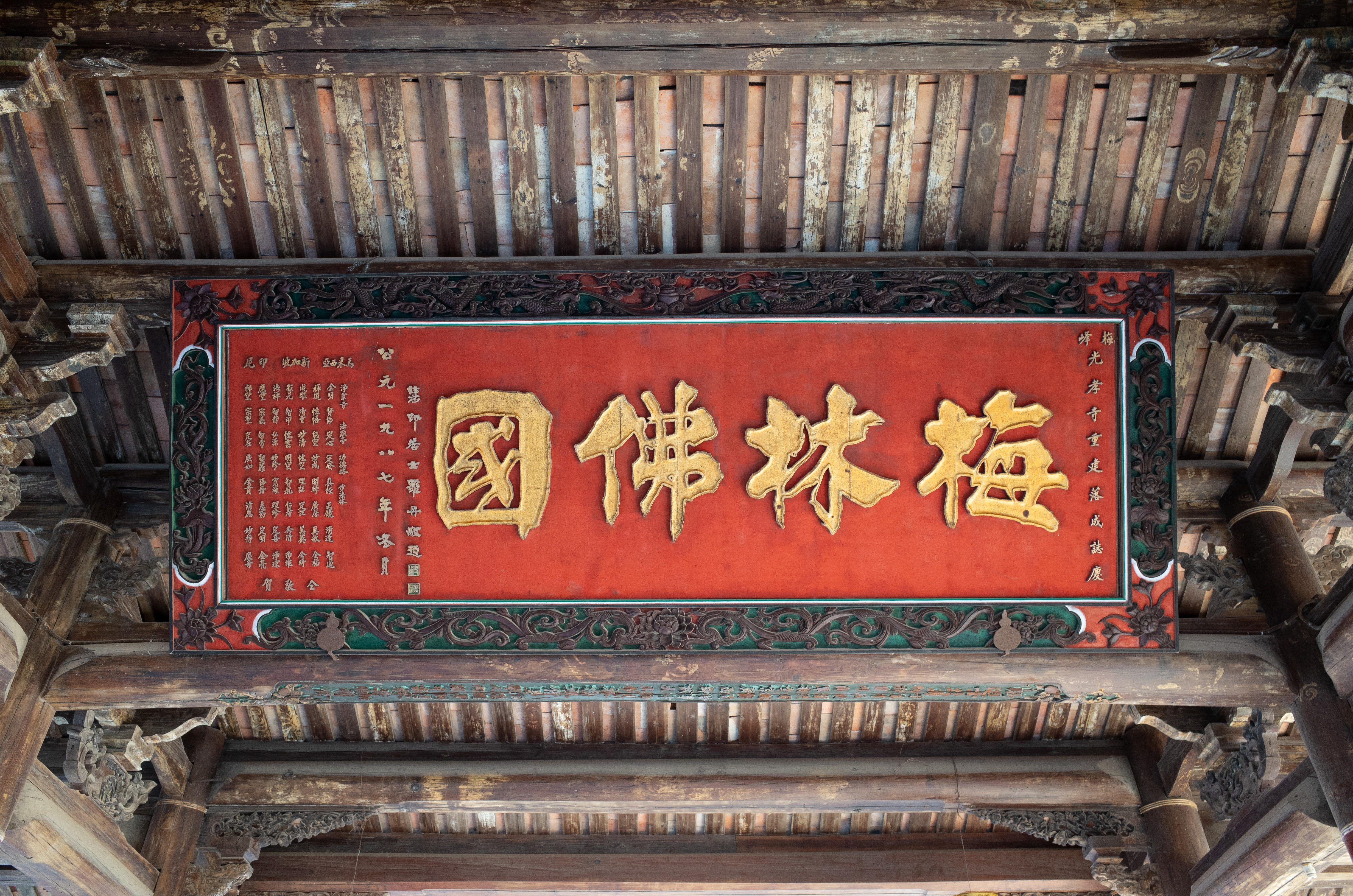
“梅林佛国”
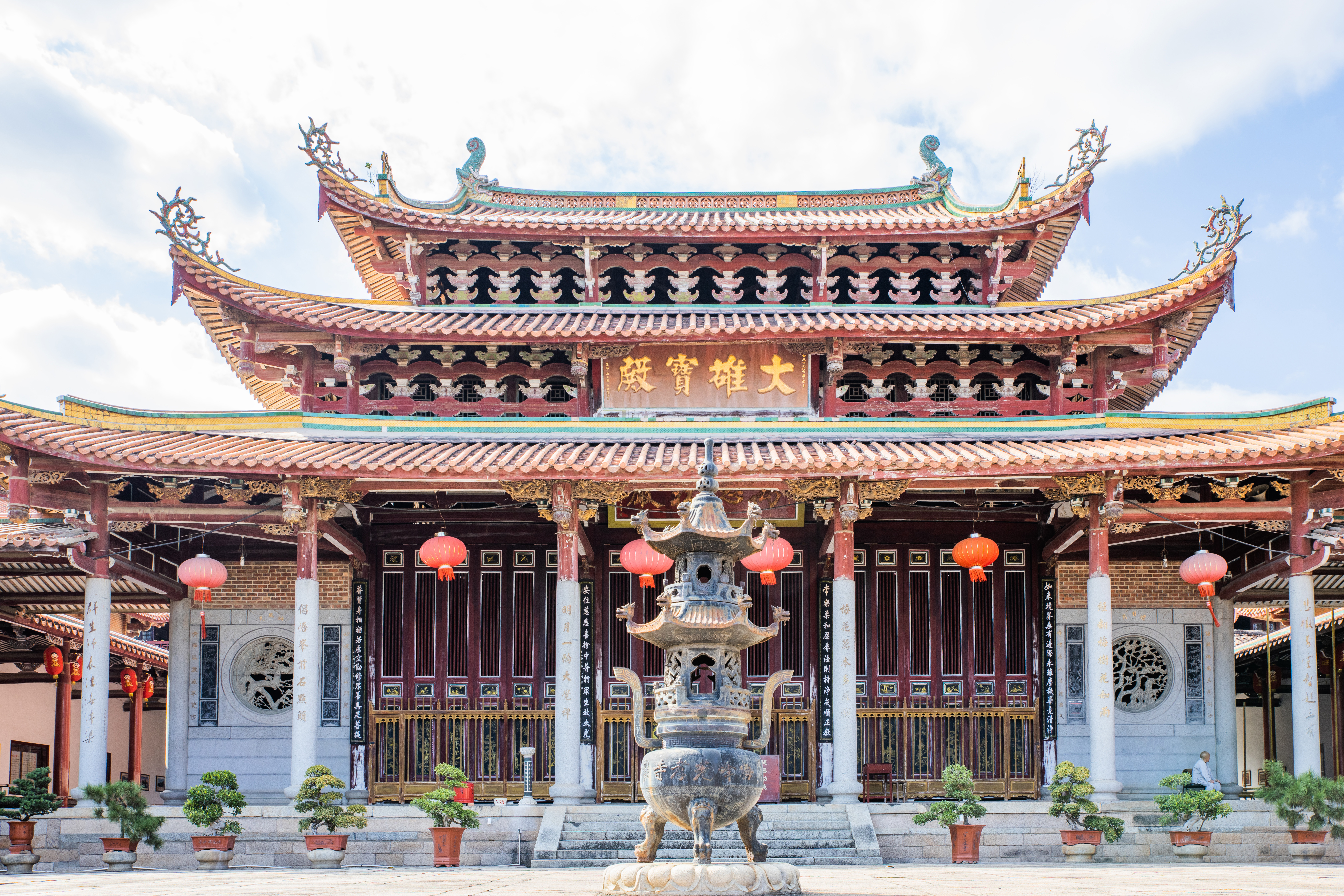
大雄宝殿